# زفتى
زفتى هي مدينة مصرية تتبع محافظة الغربية إدارياً وعاصمة مركز زفتى. تقع المدينة على ضفاف فرع دمياط وهي مركز تجاري وصناعي وزراعي. لعبت زفتى دورًا وطنيًا بارزًا في ثورة 1919 ضد الاحتلال البريطاني، أعلن بعض من أبناء المدينة بقيادة يوسف الجندي ورفاقه استقلال زفتى مؤسسين جمهورية زفتى وهي خطوة هدفت إلى مقاومة الاحتلال البريطاني والإفراج عن سعد زغلول باشا ورفقائه.

## التاريخ
ذكر أميلينو في جغرافيته أن اسمها القبطي Zébété وذكر أخرون أنها كانت تعرف بزبيثي (ⲍⲉⲃⲉⲑⲉ)، والذي عُرب إلى منية زفتة حيث وردت بهذا الاسم في بعض نسخ كتاب نزهة المشتاق في اختراق الآفاق وباسم منية زفتى وأيضا وردت باسم «منية زفتى جواد» في أعمال جزيرة قوسينا ضمن قرى الروك الصلاحي التي أحصاها ابن مماتي في كتاب قوانين الدواوين وفي كتاب تحفة الإرشاد في أسماء البلاد.
وذكرت باسم «منية زفيتى جواد» من أعمال الغربية ضمن قرى الروك الناصري التي أحصاها ابن الجيعان في كتاب «التحفة السنية بأسماء البلاد المصرية» وفي مباهج الفكر ومناهج العبر. وباسم منية زفتى في الانتصار لواسطة عقد الأمصار. وباسم زفيتى جواد سنة 1228 هجري، وباسمها الحالي في عام 1263 هجري ولكنه ليس اسمًا حديثًا حيث وردت به في معجم البلدان والمواعظ والاعتبار بذكر الخطط والآثار والخطط التوفيقية. كانت زفتى مركز تجاري إقليمي مزدهر في القرن الثاني عشر فكان تتاجر في الحرير والكتان والنيلي والسمسم والسكر، كانت تستخدم أغلبها والباقي تصدره لمدن أخرى مثل القاهرة. زارها الرحالة التركي أوليا جلبي أثناء رحلته وذكر أنها مركز قضاء تتبعها 70 قرية وتضم 500 دار و3 جوامع و7 تكايا. زار المدينة الكاهن الدومينيكي يوهان مايكل وانسلبن في عام 1672 وذكر أن أهلها يقاسون من الضرائب.
أوقف عباس آغا للمدينة في سبعينات القرن السابع عشر مجمعًا كبيرًا لطحن وتحميص القهوة ومقهى وقَسَرِيَّة و15 متجرًا ورشتين ومدرسة لتعليم القرآن وأربع أوانٍ نحاسية لأطباء المدينة، لدرجة أن المؤرخة جين هاثاواي وصفت زفتى "بمحبوبة الأوقاف". وترجّح هاثاواي أن هذا الوقت الكبير يدل على أهميتها التجارية السابقة وأنها محطة رئيسية على طريق القوافل التي تنقل القهوة.

أنشئت مدرسة ابتدائية في زفتى في عهد محمد علي في فبراير 1837 ولكنها أقفلت في سنة 1841. أصبت المدينة قاعدة قسم زفتى عندما أنشئ سنة 1826 ثم بدل اسمه عام 1871 إلى مركز زفتى. أُنشئ بالمدينة مصنع لغزل القطن في عهد محمد علي باشا ضم 75 دولابًا و50 محلاجًا ألا أنه أقفل قبل نهاية عهده وفي عهد عباس حلمي الأول بسبب احتكار الحكومة لهذه الصناعة. 

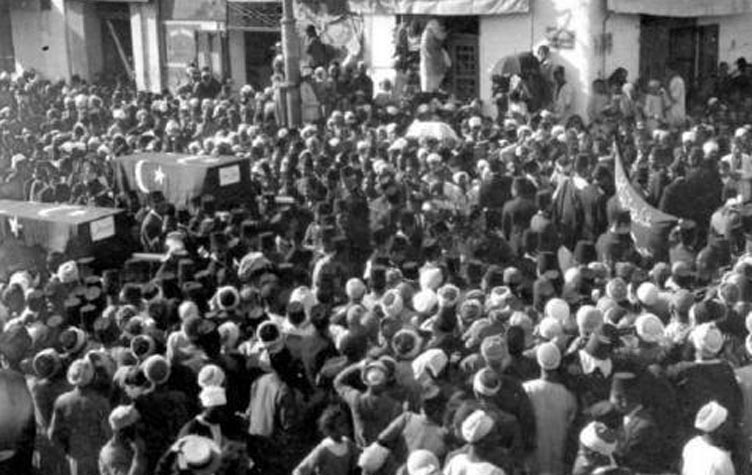
متظاهرون في مدينة زفتى وقت ثورة 1919

ثار سكان زفتى ضمن ثورة 1919 بعد أن اعتقلت حكومة الاحتلال الإنجليزي سعد زغلول ومرافقوه. بداء الأمر بتظاهرات لتلاميذ الثانوية ولكن في زفتى تطور الأمر إلى ان أعلن سكانها الاستقلال عن مصر وتأسيس جمهورية زفتى بقيادة يوسف الجندي والذي اصبح رئيسًا لها لاقى هذا الفعل التأييد الشعبي من أهل زفتى وميت غمر والقرى المجاورة. كون الثائرون المجلس البلدي الحاكم المكون من عدة لجان منها لجنة التموين والإمداد ولجنة النظافة ولجنة الإعلام ولجنة الأمن والحماية، كما أصدرت جريدة يومية اسمها جريدة الجمهورية.
بعدما علم الإنجليز عن الثورة أرسلوا قوة لإخمادها عن طريق كوبري ميت غمر ولكن تصدى الأهالي لتلك القوات فرجعت وتمركزت في بلدة ميت غمر. أرسل الإنجليز قوة أسترالية لإخماد الثورة فحفر السكان خنادق حولها وقطعوا قضبان السكة الحديدية ولكن توسط إسماعيل بك مأمور المركز بين القوة وسكان المدينة فدخلت القوة المدينة وفتشوا عن أعضاء المجلس الثوري فلم يجدوهم.
أضرب تجار وعمال زفتى في يوم 22 نوفمبر 1935 في أحداث ما عرفت بثورة 1935 احتجاجا على قرار هور وحداد على من قتلته الشرطة من متظاهري المدن الأخرى، تجمع أهل المدينة في مظاهرة كبيرة بعد صلاة الجمعة فرقتها الشرطة بالقوة. ضم كفر عنان إلى مدينة زفتى في عام 1960، فصلت مدينة زفتى عن مركزها في عام 2015 وذلك بعد إنشاء قسم شرطة منفصل عن قسم شرطة مركز زفتى.

## الجغرافيا

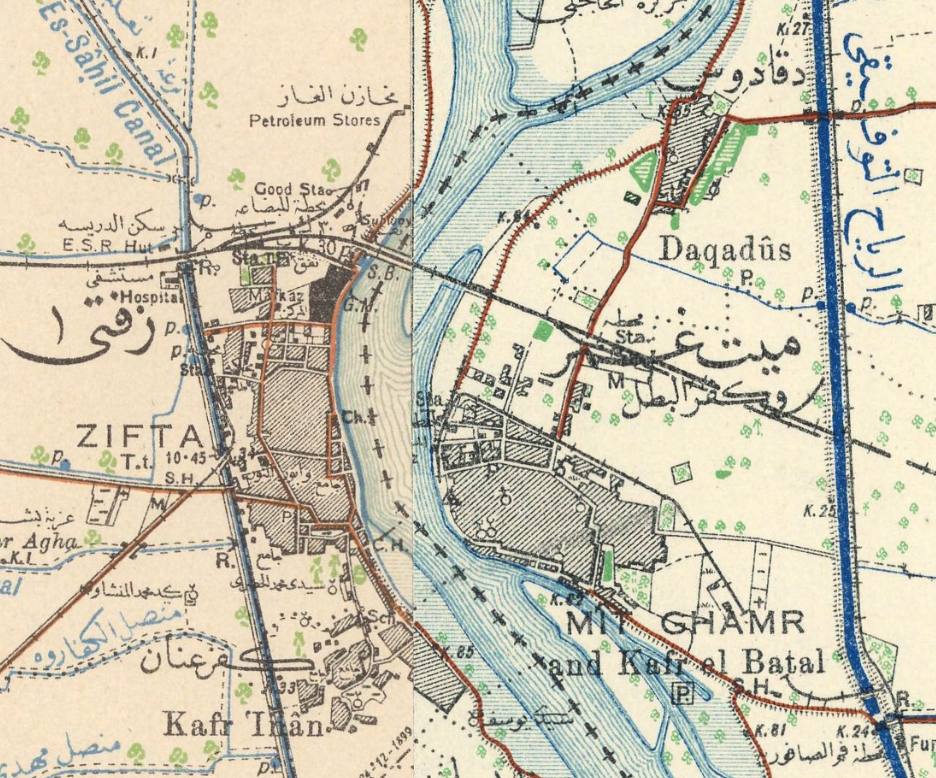
خريطة لمدينة زفتى من عام 1916 من كتاب أطلس القطر المصري

تقع مدينة زفتى على ساحل النيل فرع دمياط من الجهة الغربية على ساحل مقوس نصف قطره حوالي 2 كم2، وهي تقابل مدينة ميت غمر التابعة لمحافظة الدقهلية. أرض المدينة سوداء طينية رسوبية متشكلة من طمي النيل (مثل بقية الدلتا).
قدرت مساحة زفتى بنحو 100 فدان عام 1907 وبنحو 315 فدان ثم 480 فدان سنة 1976، وقدرت مساحتها عام 2006 بنحو 842 فدان وفي تقدير أخرى بنحو 927 (4 كم2). تأثر هذا النمو العمراني الكبير أولًا بالنيل فأغلب العمران على ضفته وبمشاريع التنموية مثل مد السكة الحديد إلى المدينة ومن ثم وصلها بمحطة الزقازيق.

### النقل
تقوم المدينة على شارع البحر الموازي للنيل والجيش الذي يقطع المدينة من جنوبها لشمالها وهو العمود الفقري للمدينة وعليه مراكز الإدارة والتجارة وتتعامد عليه الشوارع العرضية الرئيسة. وبالمدينة محطة سكة حديد آتية من محطة طنطا ومتجه إلى الزقازيق. تصلح الملاحة في النيل بين زفتى وبنها وهي المنطقة الوحيدة الصالحة للملاحة في فرع دمياط إلا أنها غير مستغلة.

### المناخ
مناخ زفتى مناخ دافئ شتاء حار صيفًا وهو معتدل نسبيًا طوال العالم وهي موجودة ضمن الإقليم الأوسط قليل المطر الذي يبلغ متوسط هطول المطر فيه ما بين 25 مم و100 مم.
| البيانات المناخية لـزفتى          | البيانات المناخية لـزفتى | البيانات المناخية لـزفتى | البيانات المناخية لـزفتى | البيانات المناخية لـزفتى | البيانات المناخية لـزفتى | البيانات المناخية لـزفتى | البيانات المناخية لـزفتى | البيانات المناخية لـزفتى | البيانات المناخية لـزفتى | البيانات المناخية لـزفتى | البيانات المناخية لـزفتى | البيانات المناخية لـزفتى | البيانات المناخية لـزفتى |
| الشهر                             | يناير                    | فبراير                   | مارس                     | أبريل                    | مايو                     | يونيو                    | يوليو                    | أغسطس                    | سبتمبر                   | أكتوبر                   | نوفمبر                   | ديسمبر                   | المعدل السنوي            |
| --------------------------------- | ------------------------ | ------------------------ | ------------------------ | ------------------------ | ------------------------ | ------------------------ | ------------------------ | ------------------------ | ------------------------ | ------------------------ | ------------------------ | ------------------------ | ------------------------ |
| متوسط درجة الحرارة الكبرى °م (°ف) | 20.0 (68.0)              | 21.3 (70.3)              | 24.5 (76.1)              | 28.3 (82.9)              | 32.3 (90.1)              | 34.7 (94.5)              | 35.2 (95.4)              | 35.2 (95.4)              | 34.3 (93.7)              | 31.1 (88.0)              | 26.6 (79.9)              | 22.2 (72.0)              | 28.8 (83.9)              |
| المتوسط اليومي °م (°ف)            | 14.4 (57.9)              | 15.4 (59.7)              | 17.9 (64.2)              | 21.1 (70.0)              | 24.9 (76.8)              | 27.6 (81.7)              | 28.8 (83.8)              | 29.0 (84.2)              | 27.8 (82.0)              | 24.8 (76.6)              | 20.5 (68.9)              | 16.4 (61.5)              | 22.4 (72.3)              |
| متوسط درجة الحرارة الصغرى °م (°ف) | 9.7 (49.5)               | 10.4 (50.7)              | 12.2 (54.0)              | 14.7 (58.5)              | 18.1 (64.6)              | 21.1 (70.0)              | 23.0 (73.4)              | 23.6 (74.5)              | 22.4 (72.3)              | 19.6 (67.3)              | 15.6 (60.1)              | 11.9 (53.4)              | 16.9 (62.4)              |
| الهطول مم (إنش)                   | 6.9 (0.27)               | 7.0 (0.28)               | 4.3 (0.17)               | 2.0 (0.08)               | 0.5 (0.02)               | 0.1 (0.00)               | 0.2 (0.01)               | 0.3 (0.01)               | 0.3 (0.01)               | 2.7 (0.11)               | 3.8 (0.15)               | 4.1 (0.16)               | 32.2 (1.27)              |
| المصدر: Weather.Directory         |                          |                          |                          |                          |                          |                          |                          |                          |                          |                          |                          |                          |                          |

## السكان
زفتى هي ثالث أكبر مدينة بمحافظة الغربية وهي ذات كثافة سكانية متوسطة، بلغ عدد سكانها 117,122 نسمة في تقدير 2025. بلغ معدل النمو 1.488 في فترة 2006/1996 ومتوسط الأسرة 3.9، ومعدل وفيات الرضع 20.06 في 2006. بلغ النمو السكان 1.6 في فترة 1996/1986 و1.5 في فترة 2006/1996، والكثافة السكانية 111.3 في عام 2006.
| السنة/الحي | 1882   | 1897   | 1907   | 1927   | 1947   | 1960   | 1976   | 1986   | 1996   | 2006   | 2017   | 2025    |
| ---------- | ------ | ------ | ------ | ------ | ------ | ------ | ------ | ------ | ------ | ------ | ------ | ------- |
| المدينة    | 11,087 | 13,802 | 15,850 | 19,475 | 27,404 | 31,421 | 50,559 | 69,253 | 80,865 | 93,740 | 97,797 | 117,122 |

### التعليم
تنتشر في زفتى المدارس بجميع أنواعها من ابتدائية وإعدادية وثانوية وكذلك المعاهد الأزهرية. بلغ عدد الأميين بزفتى 12,732 نسمة في تعداد عام 2017 وعدد ذوي التعليم العالي 11,921 نسمة، ولكن أكبر حالة تعليمية هي ذوي المؤهل المتوسط الفني البالغة 24,874 نسمة من إجمالي 77,138 نسمة في عام 2017. أما حالات التسرب في المدينة فبلغ من التحق وتسرب 5,938 ومن لم يلتحق 16,297 نسمة في عام 2017.

### الدين
أغلب سكان زفتى مسلمون مثل باقي المدن المصرية مع وجود أقلية مسيحية أغلبها من الأقباط الأرثوذكس. بلغ عدد مسلمي المدينة 67,598 نسمة وعدد المسيحين 1652 في تعداد عام 1986 من أصل 69,253 سكان بالمدينة وقتها. يوجد بزفتى ثلاث كنائس هي كاتدرائية الشهيد العظيم أبي سيفين وكنيسة السيدة العذراء والشهيد العظيم أبو سيفين وكنيسة الكاثوليك وكنيسة مارجرجس.
كان يوجد بالمدينة جالية يهودية كبيرة من الحاخاميين كان لهم محكمة خاصة بهم تحكم بدينهم، قدر اليهود بها في فترة 1104 و1232 ميلادية بحوالي ستين أو تسعين عائلة، تضم ما بين ثلاثمائة أو خمسمائة فرد، نقص عددهم حتى بلغ 19 فرد في تعداد 1927. هؤلاء اليهود عدد منهم كانوا مهاجرين من أهل الشام، وتولى يهود المدينة المناصب الدينية الرئيسة بالدلتا بأسرها. وكان بها جماعة من اليهود القرائين.

## التقسيم الإداري

شياخات قسم زفتى، والطرق الرئيسة بالمدينة

زفتى هي قاعدة مركز زفتى وتنقسم المدينة إلى 6 شياخات ويتبع مركز زفتى 10 كيانات و54 قرية. ويرأس مجلس المدينة ومركزها إبراهيم فايد. تبلغ مساحة مركز مدينة زفتى 210.11 كم2 وهو ثاني أصغر مراكز المحافظة.

### الشياخات
يوجد زفتى 6 شياخات وهي:
| الشياخة      | عدد السكان (2018) | الشياخة        | عدد السكان (2018) |
| ------------ | ----------------- | -------------- | ----------------- |
| شياخة سعدة   | 22,810            | شياخة جعفر     | 13,922            |
| شياخة الأقرع | 7257              | شياخة خليفة    | 24,529            |
| شياخة العزب  | 11,536            | شياخة كفر عنان | 22,357            |

### الوحدات المحلية
يتبع مركز زفتى بالإضافة إلى مدينة زفتى 9 وحدة محلية هي الغريب وسنبو الكبرى ونهطاى وشبراملس وتفهنا العزب وسنباط وشرشابة وسندبسط وحانوت.

## الاقتصاد
تشتهر المدينة بزراعة الموالح مثل اليوسفي والبرتقال. يوجد في مركز زفتى 101 منشأة غذائية و7794 وحدة حيوانية أي 9,8 من إجمالي المحافظة. يمر بالمدينة خط قطار خط طنطا السنطة زفتى الزقازيق وخط بنها ميت غمر.
كما تشتهر بصناعة الحلج والنسيج من قديم حيث ذكر في كتاب الخطط التوفيقية أن في زفتى أنوال لنسج الأقمشة ووابورات لحلج القطن، وينسج بها أنواع البفت الخام والأبيض. يرجع وجود هذه الصناعة إلى خصوبة أراضي المنطقة وتوفر المياه لصناعة. كما اشتهرت بتجارة الكتان والحرير وخامه وقماش شغل الريف الذي كان يباع بالقاهرة. صدر أمر رئاسي في 1958 بإنشاء شركة لإنتاج الغزل الرفيع في مدينتي زفتى وميت غمر مما يعكس أهميتها في هذا المجال.

## المعالم

### قناطر زفتى

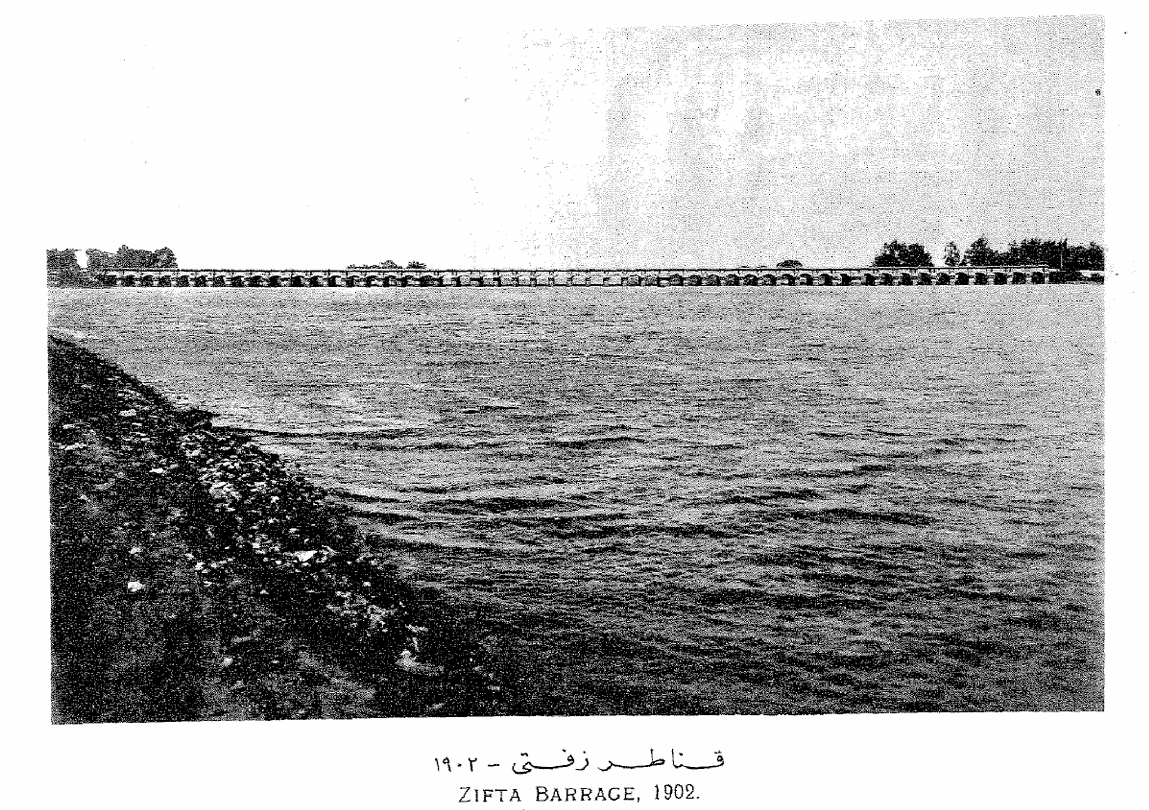
صورة للقناطر سنة 1902

المعروفة باسم قناطرة دهتورة أنشئت في عام 1903 للتحكم في كمية الماء المهدر في البحر البحر الأبيض المتوسط وتوفير المياه لترع محافظة الدقهلية التي كانت تدخل فيها مياه بحيرة المنزلة الماحلة وقت الجفاف، وهي أول منشأة ري كبيرة بالدلتا والثالثة بمصر (بعد القناطر الخيرية وقناطر أسيوط)، تغذي مياه القناطر ترعة المنصورية والرياح العباسي. جددت القناطر في سبتمبر 1954 ثم بدأت وزارة الري بتدعيم القناطر في عام 2019 وانتهت من ذلك في 15 ديسمبر 2022. يوجد في غرب القناطر الهويس الملاحي والذي يبلغ طوله 64 م وعرضه 12 م.

### الكوبرى الفرنساوي
هو الكوبرى الواصل بين مدينة زفتى ومدينة ميت غمر في الدقهلية أنشئ في 1907 وقت الاحتلال البريطاني لمصر ويبلغ طول الكوبرى حوالى 417 مترا، دارت على الجسر معارك مع القوات البريطانية وقت جمهورية زفتى.

### مسجد العوام
مسجد العوام أو مسجد أولاد الزبير هو أكبر وأهم مساجد زفتى يقع على ضفاف النيل، يُزعم أن الصحابي الزبير بن العوام هو من بنى المسجد وجددته الدولة الفاطمية ثم جدد أخيرًا في عام 1998.

## الثقافة الشعبية
المدينة مذكورة في مثل ما أسوأ من زفتى إلاّ ميت غمر (مع اختلاف طفيف فيه) وهو إنجليزي الأصل حيث بعدما قضى الإنجليز على المقاومة الشعبية بمدينة زفتى انتقلوا إلى ميت غمر ولكن وجدو بها مقاومة أشرس من تلك التي بزفتى.

## الأعلام
- كيمون ايفان مارينغو (1904 - 1988) رسام ساخر بريطاني يوناني الأصل.[وب 11]
- مصطفى كمال طلبة (1922 - 2016) هو عالِم وخبير بيئي مصري، تقلد منصب وزير الشباب سنة 1971 ورئيس أكاديمية البحث العلمي والتكنولوجيا عام 1972.[وب 12]
- مصطفى السيد (1933 -) عالم كيمياء حاصل على قلادة العلوم الوطنية الأمريكية.[53]
- يوسف الجندي (1893 - 1941) سياسي وحقوقي اختير رئيسًا لجمهورية زفتى وكان أبرز المساهمين في حركة النضال ضد الإنجليز في زفتى وإعلان استقلالها.[وب 13]

### منشورات
1. ↑   http://www.geonames.org/346030. {{استشهاد ويب}}: |url= بحاجة لعنوان (مساعدة) والوسيط |title= غير موجود أو فارغ (من ويكي بيانات) (مساعدة)
2. ↑  GeoNames (بالإنجليزية), 2005, QID:Q830106
3. 1 2 3 4  رمزي (1994)، ج. 2، ص. 57.
4. ↑  ابن مماتي (1943)، ص. 127.
5. ↑  ابن الجيعان (1898)، ص. 96.
6. 1 2  Hathaway, Jane (1994). "The Wealth and Influence of an Exiled Ottoman Eunuch in Egypt: The Waqf Inventory of ʿAbbās Agha". Journal of the Economic and Social History of the Orient (بالإنجليزية). 37 (4): 302–303, 307–308. DOI:10.2307/3632654. JSTOR:3632654.
7. ↑  أوزتونا، يلماز (1988). تاريخ الدولة العثمانية. ترجمة: سليمان، عدنان محمود. مراجعة وتنقيح: محمود الأنصاري. استانبول: مؤسسة فيصل للتمويل. ج. 2. ص. 845. OCLC:4770494871.
8. ↑  Wansleben, Johann Michael; D'Assigny, Marius; Wilbour, Charles E. (Charles Edwin); Simonds, Philip fmp RIBRL; Little Compton Historical Society. fmo RIBRL (1678). The present state of Egypt; or, A new relation of a late voyage into that kingdom. : Performed in the years 1672. and 1623. By F. Vansleb, R. D. Wherein you have an exact and true account of many rare and wonderful particulars of that ancient kingdom (بالإنجليزية). John Carter Brown Library. London; : printed by R[obert] E[veringham] for John Starkey, at the Miter in Fleet-street, near Temple-Bar. p. 71.
9. ↑  الأيوبي (2022)، ص. 174-176.
10. ↑  رمزي (1994)، ج. 2، ص. 9.
11. ↑  طوسون (2016)، ص. 15.
12. ↑  الرفاعي (1951)، ص. 595، 598.
13. ↑  أبو جليل (2008)، ص. 118.
14. 1 2 3  المسلماني (2023)، ص. 200.
15. ↑  القاضى (2006)، ص. 128.
16. 1 2  بهاء الدين، أحمد (1 مايو 1953). "إمبراطورية زفتى". الغد ع. 1: 53–41. مؤرشف من الأصل في 2024-03-21.
17. ↑  الرافعي (1987)، ص. 245-246.
18. ↑  إسماعيل، حمادة (2008). انتفاضة 1935 بين وثبة القاهرة وغضبة الأقاليم (ط. 2). دار الشروق. ص. 37.
19. ↑  "قرار رئيس الجمهورية العربية المتحدة رقم 1755 لسنة 1960". الجريدة الرسمية (نُشِر في 7 نوفمبر 1960). ع. 254. 12 أكتوبر 1960.
20. 1 2  "قرار وزراي رقم 2509 لسنة 2015". الوقائع المصرية (نُشِر في 16 سبتمبر 2015). ع. 213. 5 يوليو 2015. مؤرشف من الأصل في 2025-05-03.
21. ↑  شعلان (2003)، ص. 29.
22. ↑  الكيلاني (1996)، ج. 1، ص. 48.
23. ↑  حسن (1996)، ص. 67-68.
24. 1 2  أحمد، هايدي؛ محمد، عبير (1 يناير 2016). "تأثير التعدي العمراني على الأرض الزراعية: دراسة حالة مدن الدلتا المصرية". المجلة الاجتماعية القومية. ج. 53 ع. 1: 71–91. DOI:10.21608/jns.2016.204988. ISSN:0028-0062. مؤرشف من الأصل في 2021-11-21.
25. 1 2 3  الدسوقي، محمد (1 أكتوبر 2013). "النقل المستحدث بمدينة زفتي بمحافظة الغربية". مجلة کلية الآداب جامعة الإسكندرية. ج. 72 ع. 72: 1–63. DOI:10.21608/bfalex.2013.152191. ISSN:2735-4652. مؤرشف من الأصل في 2024-05-30.
26. ↑  الأيوبي (2022)، ص. 119.
27. ↑  عراقي (2002)، ص. 162–163.
28. ↑  غانم (2016)، ص. 150.
29. ↑  
"Zifta Weather & Climate Guide". Weather.Directory. مؤرشف من الأصل في 2025-02-21. اطلع عليه بتاريخ 2025-02-08.
30. ↑  بركات، رباب (1 يناير 2013). "التقييم الجغرافى لتوزيع السكان وكثافتهم بمدينتى طنطا والسنطة". مجلد المؤتمر السنوي الثامن والأربعون للإجصاء وعلوم الحاسب وبحوث العمليات بمعهد الدراسات والبحوث الاحصائية. مؤرشف من الأصل في 2024-04-17.
31. ↑  إدارة التعداد، نظارة الداخلية (1299). الكشاف للديار المصرية وعددها نفوسها. التعداد العمومي لأهالي القطر المصري. ص. 172.
32. ↑  وجه بحري محافظات ومديريات. تعداد سكان القطر المصري. بولاق: المطبعة الكبرى الأميرية (نُشِر في 1898). ج. 1. 1 يونيو 1897. ص. 678.
33. ↑  تعداد سكان القطر المصري. تعداد سكان 1907. مصر: المطبعة الأميرية. 1909.
34. 1 2  مصلحة عموم الإحصاء (1929). كراسة تعداد مديرية الغربية لسنة 1927. تعداد مصر 1927. المطبعة الأميرية بالقاهرة. ص. 116.{{استشهاد بكتاب}}:  صيانة الاستشهاد: مكان بدون ناشر (link)
35. ↑  مصلحة الإحصاء والتعداد (1953). الكراسة رقم 12 - مديرية الغربية. تعداد سكان المملكة المصرية لسنة 1947. المطبعة الأميرية بالقاهرة. ج. 1.
36. ↑  مصلحة الإحصاء والتعداد (1962). محافظة الغربية. التعداد العام للسكان 1960. دار النصر للطباعة والنشر والإعلان. ج. 1.
37. ↑  الجهاز المركزي للتعبئة العامة والإحصاء (سبتمبر 1978). تعداد السكان، النتائج التفصيلية، محافظة الغربية. التعداد العام للسكان والإسكان 1976.
38. 1 2  الجهاز المركزي للتعبئة العامة والإحصاء. محافظة الغربية. الحصر الشامل - خصائص السكان، النتائج النهائية للتعداد العام. ج. 2.
39. ↑  الجهاز المركزي للتعبئة العامة والإحصاء (ديسمبر 1998). محافظة الغربية. النتائج النهائية للتعداد العام للسكان والإسكان والمنشآت.
40. ↑  الجهاز المركزي للتعبئة العامة والإحصاء (مايو 2008). محافظة الغربية. النتائج النهائية للتعداد العام.
41. 1 2 3  الجهاز المركزي للتعبئة العامة والإحصاء (2017). محافظة الغربية السكان والظروف سكنية. النتائج النهائية للتعداد العام للسكان والإسكان والمنشآت.
42. ↑  قاسم (1987)، ص. 27.
43. 1 2  قاسم (1993)، ص. 41.
44. ↑  قاسم (1993)، ص. 42.
45. 1 2  محمـــد أحمـــد صقــر، میــــاده؛ احمد  عبده، سعید؛ عبد القوی، احمد (1 ديسمبر 2019). "مقومات الصناعات الغذائیة في محافظة الغربیة". مجلة البحث العلمی فی الآداب. ج. 5 ع. 10: 161–183. DOI:10.21608/jssa.2019.75485. ISSN:2356-833X. مؤرشف من الأصل في 2024-03-10.
46. ↑  "قرار رئيس مجلس الوزراء رقم 1076 لسنة 2012". الجريدة الرسمية (نُشِر في 1 نوفمبر 2012). ع. 44. 17 أكتوبر 2012.
47. ↑  علي، عبد العزيز عبد القادر (2000). محافظة الغربية. المجلس الأعلى للثقافة. ص. 137–139.
48. ↑  شعلان (2003)، ج. 1، ص. 24.
49. ↑  "قرار رئيس الجهورية العربية المتحدة رقم 874 لسنة 1958". الوقائع المصرية. ع. 65. 30 يوليو 1958 [23 أغسطس 1958].
50. ↑  الضبع (2022)، ص. 279.
51. 1 2 3  الجندى، محمود سعد (1 سبتمبر 2010). "إضافات جدیدة في دراسة قناطر زفتى الكبرى وملحقاتها على النیل (1319 - 1320 هـ / 1901 - 1902 م". مجلة کلیة الآداب بقنا. ج. 20 ع. 33: 463–503. DOI:10.21608/qarts.2010.114250. ISSN:1110-709X. مؤرشف من الأصل في 2025-03-31.
52. ↑  عطا (2002)، ص. 423.
53. ↑  حويلي (2013)، ص. 99.

### وب
1. ↑  "فيديو وصور.. مطبعة منشورات ثورة 1919 شاهدة على التاريخ.. استخدمها المحامى يوسف الجندى لطباعة المنشورات بزفتى قبل إرسالها لسعد زغلول ببيت الأمة.. وزفتى شهدت إعلان استقلال أول جمهورية في الشرق الأوسط". اليوم السابع. 16 مارس 2019. مؤرشف من الأصل في 2024-04-22. اطلع عليه بتاريخ 2024-04-22.
2. 1 2  "تقديرات السكان 1/1/ 2025 - أقسام ومراكز". الجهاز المركزي للتعبئة العامة والإحصاء. 1 يناير 2025. مؤرشف من الأصل في 2025-05-21. اطلع عليه بتاريخ 2025-05-01.
3. ↑  "محافظ الغربية يزور عددا من الكنائس بزفتى لتقديم التهنئة بأعياد الميلاد". اليوم السابع. 1 يناير 2023. مؤرشف من الأصل في 2023-01-03. اطلع عليه بتاريخ 2024-04-18.
4. ↑  "محافظة الغربية". الهيئة العامة للاستعلامات. 27 يوليو 2022. مؤرشف من الأصل في 2024-03-14. اطلع عليه بتاريخ 2024-03-06.
5. ↑  "قيادات المحافظة". gharbeia.gov.eg. مؤرشف من الأصل في 2022-07-05. اطلع عليه بتاريخ 2024-03-06.
6. 1 2  "تقديرات السكان 2018". الجهاز المركزي للتعبئة العامة والإحصاء. يوليو 2018. مؤرشف من الأصل في 2025-05-21. اطلع عليه بتاريخ 2025-02-03.
7. ↑  "قلعة الموالح.. مراحل نمو وجمع اليوسفى في جناين زفتى بالغربية.. لايف". اليوم السابع. 9 يناير 2024. مؤرشف من الأصل في 2024-04-18. اطلع عليه بتاريخ 2024-04-18.
8. ↑  "نهو عملية تدعيم وتأهيل قناطر زفتى الواقعة على فرع دمياط – وزارة الموارد المائية و الرى". وزارة الموارد المائية والري. مؤرشف من الأصل في 2024-04-18. اطلع عليه بتاريخ 2024-04-18.
9. 1 2  "الإنجليز هم اللى بنوه وشاهد على أحداث تاريخية.. إيه حكاية الكوبرى الفرنساوى في زفتى؟". اليوم السابع. 14 أبريل 2024. مؤرشف من الأصل في 2024-04-14. اطلع عليه بتاريخ 2024-04-18.
10. ↑  "بالصور.. مسجد أولاد الزبير بزفتى أسسه الزبير ابن العوام وجدده الفاطميون". اليوم السابع. 5 يوليو 2017. مؤرشف من الأصل في 2023-05-15. اطلع عليه بتاريخ 2024-04-18.
11. ↑  "Kimon Evan Marengo [Kem] - British Cartoon Archive - University of Kent". www.cartoons.ac.uk. مؤرشف من الأصل في 2024-01-24. اطلع عليه بتاريخ 2021-09-12.
12. ↑  "وفاة مصطفى طلبة خبير البيئة الدولى في جنيف عن عمر يناهز 94 عاماً". اليوم السابع. 28 مارس 2016. مؤرشف من الأصل في 2024-04-18. اطلع عليه بتاريخ 2024-04-18.
13. ↑  "هنا عاش يوسف الجندى مؤسس جمهورية زفتى.. المنزل شهد أحداثا تاريخية كبيرة.. استقبل العديد من السياسيين المشاركين في ثورة 19.. شهد إعلان جمهورية زفتى كأول جمهورية بالشرق الأوسط.. والأهالى: مازال يحتفظ برونقه.. صور". اليوم السابع. 21 سبتمبر 2022. مؤرشف من الأصل في 2022-09-21. اطلع عليه بتاريخ 2024-04-18.

## ثبت المراجع
- ابن الجيعان (1898). التحفة السنية بأسماء البلاد المصرية. القاهرة: الكتخبانة الخديوية، المطبعة الأهلية. ص. 87.
- ابن مماتي، الأسعد (1943). قوانين الدواوين. تحقيق:عزيز سوريال عطية. الجمعية الزراعية الملكية. ص. 161.
- الرفاعي، عبد الرحمن (1951). عصر محمد على (ط. 3). القاهرة: مطبعة النهضة المصرية. ص. 595، 598.
- قاسم، قاسم عبده (1987). اليهود في مصر من الفتح العربي حتى الغزو العثماني. دار الفكر للدراسات والنشر والتوزيع. ص. 27.
- الرافعي، عبد الرحمن (1987). ثورة 1919 (ط. 4). دار المعارف.
- قاسم، قاسم عبده (1993). اليهود في مصر (ط. 1). دار الشروق.
- رمزي، محمد (1994). القاموس الجغرافي للبلاد المصرية: من عهد قدماء المصريين إلى سنة 1945، القسم الثاني. الهيئة المصرية العامة للكتاب. ج. 2. ص. 102–103.
- الكيلاني، نجيب (1996). مذكرات الدكتور نجيب الكيلاني. كتاب المختار. ج. 1. ص. 48.
- حسن، محمد إبراهيم (1996). دراسات في جغرافية مصر العربية وحوض البحر الأحمر، مقوماتها الطبيعية والبشرية ومظاهر الإنتاج والتلوث البيئي. مركز الإسكندرية للكتاب. ص. 67–68.
- عطا، السيد محمد أحمد (2002). تاريخ الغربية وأعمالها في العصر الإسلامي، 21-567 ھ/642-1171 م. الهيئة المصرية العامة للكتاب. ISBN:9789770178584.
- عراقي، محمد إبراهيم (2002). قطاع النقل في مصر الماضي والحاضر والمستقل حتى عام 2020. المكتبة الأكاديمية. ص. 162–163. ISBN:9789772811823.
- شعلان، إبراهيم أحمد (2003). موسوعة الأمثال الشعبية الممصرية (ط. 1). دار الأفاق العربية.
- القاضى، فاروق (2006). فرسان الأمل. مركز البحوث العربية والأفريقية. ص. 128.
- أبو جليل، حمدي (2008). القاهرة شوارع وحكايات. الهيئة المصرية العامة للكتاب. ص. 118.
- حويلي، علي (2013). العلماء العرب في أمريكا وكندا إنجازات وإخفاقات. منتدى المعارف. ص. 99. ISBN:9796500257341.
- غانم، إبراهيم علي (2016). أمن مصر المائي: جغرافيا وهيدرولوجيا وقانونيا وسياسيا (ط. 1). المنهل. ص. 150. ISBN:9796500404677.
- طوسون، عمر (2016) [1935]. الصنائع والمدارس الحربية في عهد محمد علي باشا. مؤسسة هنداوي. ص. 15.
- الأيوبي، إلياس (2022). تاريخ مصر في عهد الخديو إسماعيل باشا. مؤسة هنداوي. ص. 119. ISBN:9781527304390.
- الضبع، محمود (2022). المنارة في التاريخ: عن تاريخ مصر والعرب الحديث والمعاصر. ببلومانيا للنشر والتوزيع. ص. 279.
- المسلماني، أحمد (2023). الحداثة والسياسة. دار دون للنشر والتوزيع. ص. 200. ISBN:9789778063233.